# Zeldenrust (Lith)
De Zeldenrust is een molen in de Nederlandse plaats Lith en dateert uit 1800. Rond 1902 werd de molen door brand verwoest. In 1977 werd de molen na een restauratie officieel heropend. Het is een ronde stenen beltmolen, met de functie van korenmolen. De kap is gedekt met dakleer.
Bergkorenmolen Zeldenrust is gelegen aan de Molenstraat, ten oosten van de dorpskern en ongeveer 100 meter ten zuiden van de Maasoever.
Van het begin tot bijna het einde van de twintigste eeuw was de molen in handen van het molenaarsgeslacht van Eerd. Doordat niemand van de familie, Frits van Eerd wilde opvolgen als molenaar, werd de molen aan de gemeente overgedragen toen Frits zijn molenaarsbestaan op moest geven.
Als er een blauwe wimpel uithangt, is de molen open voor bezoekers. Als er zwarte banners over de wieken zijn gespannen, is de molen in rouw. Deze banners waren onder meer te zien toen Frits van Eerd op 90-jarige leeftijd overleed.
De molen heeft een vlucht van 25,60 meter. Eigenaar van de molen is de gemeente Lith. De huidige molenaars op vrijwillige basis zijn R. Vogels en M. van Breda.